# Championnats du monde de pétanque 1998
Navigation
Édition précédente Édition suivante
Les championnats du monde de pétanque 1998 est une édition des championnats du monde de pétanque. 

## Présentation
Cette compétition constitue la 34e édition des championnats du monde de pétanque en triplette sénior et la 6e édition en triplette sénior féminine. Elle se déroule à Maspalomas (Espagne du 23 au 27 septembre 1998 pour les triplettes séniors. Elle se déroule à Stockholm (Suède) du 30 juillet au 1 août 1998 pour les triplettes séniors féminines.

## Résultats àMaspalomas(Espagne)[1]

### Triplette sénior

#### Phase finale
| Nation   | Score | Nation     |
| -------- | ----- | ---------- |
| France   | 13-8  | Algérie    |
| Espagne  | 13-10 | Italie     |
| Maroc    | 13-2  | Norvège    |
| Belgique | 13-12 | Madagascar |

| Nation | Score | Nation   |
| ------ | ----- | -------- |
| France | 13-6  | Espagne  |
| Maroc  | 13-9  | Belgique |

| Nation   | Score | Nation  |
| -------- | ----- | ------- |
| Belgique | 13-4  | Espagne |

| Nation | Score | Nation |
| ------ | ----- | ------ |
| France | 15-7  | Maroc  |

## Résultats àStockholm(Suède)[1]

### Triplette sénior féminine

#### Phase finale
| Nation     | Score | Nation    |
| ---------- | ----- | --------- |
| Espagne    | 13-0  | Pays-Bas  |
| Belgique   | 13-2  | Suède     |
| Madagascar | 13-4  | Suisse    |
| France     | 13-4  | Thaïlande |

| Nation  | Score | Nation     |
| ------- | ----- | ---------- |
| Espagne | 13-5  | Madagascar |
| France  | 13-7  | Belgique   |

| Nation   | Score | Nation     |
| -------- | ----- | ---------- |
| Belgique | bat   | Madagascar |

| Nation  | Score | Nation |
| ------- | ----- | ------ |
| Espagne | 15-7  | France |

## Podiums
| Épreuve                   | Or                                                                     | Argent                                                        | Bronze                                                                     |
| ------------------------- | ---------------------------------------------------------------------- | ------------------------------------------------------------- | -------------------------------------------------------------------------- |
| Triplette sénior          | Michel Briand - Didier Choupay - Christian Fazzino - Philippe Quintais | Sad Adjani - Hafid Alaoui - Youssef Saissi - Youssef Seghir   | Jean-Francois Hemon - André Lozano - Michel Vancampenhout - Charles Weibel |
| Triplette sénior féminine | Jéronima Ballesta - Catalina Mayol - Rosario Pastor - Inès Rosario     | Aline Dole - Ranya Kouadri - Angélique Colombet - Peggy Milei | Soumaya Ouestani - Latifa Ouaaba - Asmae Bernoussi - Khadija               |

## Tableau des médailles
| Rang  | Nation   | Or | Argent | Bronze | Total |
| ----- | -------- | -- | ------ | ------ | ----- |
| 1     | France   | 1  | 1      | 0      | 2     |
| 2     | Espagne  | 1  | 0      | 0      | 0     |
| 3     | Maroc    | 0  | 1      | 0      | 0     |
| 4     | Belgique | 0  | 0      | 2      | 2     |
| Total | Total    | 2  | 2      | 2      | 6     |